# مجید علوی (کشیش لبنانی)
مجید علوی (انگلیسی: Majdi Allawi؛ زادهٔ ۱۸ فوریهٔ ۱۹۷۰ در جبیل (لبنان) شهرستان جبیل) کشیش مارونی‌ها است. وی از تشیع به کلیسای کاتولیک گرویست.